# Cryptochironomus
Cryptochironomus is een muggengeslacht uit de familie van de Dansmuggen (Chironomidae).

## Soorten
- C. albofasciatus (Staeger, 1839)
- C. argus Roback, 1957
- C. blarina Townes, 1945
- C. conus Mason, 1986
- C. crassiforceps Goetghebuer, 1932
- C. curryi Mason, 1986
- C. defectus (Kieffer, 1913)
- C. denticulatus (Goetghebuer, 1921)
- C. digitatus (Malloch, 1915)
- C. eminentia Mason, 1986
- C. fulvus (Johannsen, 1905)
- C. obreptans (Walker, 1856)
- C. parafulvus (Beck and Beck, 1964)
- C. ponderosus (Sublette, 1964)
- C. psittacinus (Meigen, 1830)
- C. ramus Mason, 1986
- C. redekei (Kruseman, 1933)
- C. rostratus Kieffer, 1921
- C. scimitarus Townes, 1945
- C. sorex Townes, 1945
- C. supplicans (Meigen, 1830)
- C. ussouriensis (Goetghebuer, 1933)